# Richard George Zweifel
Richard George Zweifel est un herpétologiste américain né en 1926 et mort le 25 novembre 2019. Il a décrit beaucoup de taxons concernant les amphibiens.